# 송가인이 간다 - 뽕 따러 가세
《송가인이 간다 - 뽕 따러 가세》은 대한민국의 TV CHOSUN에서 방송되었던 예능 프로그램이다.

## 기획 의도
송가인이 접수된 시청자들의 사연과 신청곡에 따라 본인, 가족, 연인, 친구, 직장동료 등 사연의 주인공에게 직접 찾아가 특별한 노래를 선물해주는 리얼리티 프로그램이다.

## 방송 시간
| 방송 채널 | 방송 기간                                          | 방송 시간                    | 비고      |
| --------- | -------------------------------------------------- | ---------------------------- | --------- |
| TV CHOSUN | 2019년 7월 18일                                    | 매주 목요일 밤 10:00 ~ 12:30 | 분활 편성 |
| TV CHOSUN | 2019년 9월 12일 2019년 9월 26일 ~ 2019년 10월 10일 | 매주 목요일 밤 10:00 ~ 11:40 |           |
| TV CHOSUN | 2019년 7월 25일 ~ 2019년 9월 19일                  | 매주 목요일 밤 10:00 ~ 11:00 |           |

## 출연진
- 송가인
- 붐

## 에피소드 목록

### 뽕밭 1호 (광주광역시)
- 촬영일 : 2019년 6월 20일
- 방송일 : 2019년 7월 18일, 7월 25일

| 회차 | 장소 | 장소                 | 사연 주인공 | 사연 주인공               | 비고 |
| ---- | ---- | -------------------- | ----------- | ------------------------- | ---- |
| 1    | #1   | 대창운수 버스 차고지 | 김호진      | 버스 기사                 |      |
| 1    | #2   | 양동시장             | 남현희      | 분식 가게 주인 (하나분식) |      |
| 2    | #3   | 카페블룸 (백운동)    | 김재성      | 前 경찰공무원, 퇴임       |      |

### 뽕밭 2호 (서울특별시)
- 촬영일 : 2019년 7월 17일
- 방송일 : 2019년 8월 1일, 8월 8일

| 회차 | 장소                  | 장소                        | 사연 주인공            | 사연 주인공        | 비고 |
| ---- | --------------------- | --------------------------- | ---------------------- | ------------------ | ---- |
| 3    | #1                    | 서울고속버스터미널 지하상가 | 김근발                 | 주얼리 가게점      |      |
| 3    | #2                    | 광장시장                    | 임현정                 | 창신육회4호점 사장 |      |
| 4    | #2                    | 광장시장                    | 임현정                 | 창신육회4호점 사장 |      |
| #3   | 서울종합운동장 야구장 | 강신규                      | 두산 베어스 경영지원팀 | [ 4 ]              |      |

### 뽕밭 3호 (부산광역시)
- 촬영일 : 2019년 7월 31일
- 방송일 : 2019년 8월 15일, 8월 22일

| 회차 | 장소                | 장소           | 사연 주인공 | 비고 |
| ---- | ------------------- | -------------- | ----------- | ---- |
| 5    | #1                  | 호천문화플랫폼 | 강재성      |      |
| 6    | #1                  | 호천문화플랫폼 | 강재성      |      |
| #2   | 서면역              | 박우주         |             |      |
| #3   | 기장시장 보광회센터 | 이소순         |             |      |

### 뽕밭 4호 (전남진도군)
- 촬영일 : 2019년 8월 14일
- 방송일 : 2019년 8월 29일[6], 9월 5일
- 특별 게스트 : 정미애, 숙행, 김소유 (7회)

| 회차 | 장소        | 장소          | 사연 주인공 | 비고 |
| ---- | ----------- | ------------- | ----------- | ---- |
| 7    | #1          | 고군면 오류리 | 전자영      |      |
| 8    | #1          | 고군면 오류리 | 전자영      |      |
| #2   | 전복 양식장 |               |             |      |

### 추석특집 전국 칠순잔치
- 방송일 : 2019년 9월 12일
- 장소 : 인천 네스트호텔 연회장
- 특별 게스트 : 박미경, 김원준, 박상철, 홍자, 신지

### 뽕밭 5호 (인천광역시)
- 촬영일 : 2019년 8월 21일
- 방송일 : 2019년 9월 19일

| 회차 | 장소 | 장소                                                     | 사연 주인공 | 사연 주인공     | 비고 |
| ---- | ---- | -------------------------------------------------------- | ----------- | --------------- | ---- |
| 10   | #1   | 해경 경비함정 태평양 8호 인천 (인천해양경찰서 전용 부두) | 김태호      | 경장            |      |
| 10   | #2   | 인천여성가족재단 수영장                                  | 허지은      | 아쿠아로빅 강사 |      |

### 뽕밭 6호 (강원춘천시)
- 촬영일 : 2019년 9월 4일
- 방송일 : 2019년 9월 26일

| 회차 | 장소 | 장소                    | 사연 주인공 | 사연 주인공 | 비고 |
| ---- | ---- | ----------------------- | ----------- | ----------- | ---- |
| 11   | #1   | 미니스톱 춘천퇴계행촌점 | 서금주      | 점장        |      |
| 11   | #2   | 오수물막국수            | 박성미      | 주인장      |      |

### 뽕밭 7호 (강원동해와삼척)
- 촬영일 : 2019년 9월 18일
- 방송일 : 2019년 10월 3일
- 특별 게스트 : 정다경, 두리, 박성연, 박상철, 조유아 (탄광 뽕 콘서트)

| 회차 | 장소 | 장소                         | 사연 주인공 | 사연 주인공 | 비고 |
| ---- | ---- | ---------------------------- | ----------- | ----------- | ---- |
| 12   | #1   | 동해 묵호항, 묵호시장        | 유경미      | 상인        |      |
| 12   | #2   | 삼척 대한석탄공사 도계광업소 | 김진구      | 탄광업      |      |

### 뽕밭 8호 (강원태백산맥)
- 방송일 : 2019년 10월 10일

| 회차 | 장소 | 장소          | 사연 주인공 | 사연 주인공 | 비고 |
| ---- | ---- | ------------- | ----------- | ----------- | ---- |
| 13   | #1   | 정선 아우라지 | 전제선      | 전제선      |      |
| 13   | #2   | 강릉          | 김회준      | 김회준      |      |

## 시청률
최저 시청률과 최고 시청률은 시청률 조사회사와 지역별로 시청률에 차이가 있을 수 있습니다.
| 회차 | 방송일    | 부제                                           | AGB 닐슨 시청률 |
| 회차 | 방송일    | 부제                                           | 대한민국 (전국) |
| ---- | --------- | ---------------------------------------------- | --------------- |
| 1    | 7월 18일  | 송가인이 간다! 뽕 따러 가세 in 광주!           | 6.796%          |
| 2    | 7월 25일  | 눈물 나는 몰래카메라의 결말은?                 | 5.835%          |
| 3    | 8월 1일   | 강심장 송가인도 떨게 만든 영광스런 애국가 제창 | 7.592%          |
| 4    | 8월 8일   | 서울 2탄! 계속되는 광장시장 콘서트             | 6.347%          |
| 5    | 8월 15일  | 뽕밭 3호 부산 바캉스 특집!                     | 7.484%          |
| 6    | 8월 22일  | 부산의 열정으로 퐁당 빠져 보시랑께             | 5.998%          |
| 7    | 8월 29일  | 세상 단 하나뿐인 진도 논두렁 라이브            | 7.386%          |
| 8    | 9월 5일   | 송가인이 전하는 아름다운 당신의 황혼           | 6.731%          |
| 9    | 9월 12일  | 송가인이 팬들께 눈물로 전하는 진심             | 7.125%          |
| 9    | 9월 12일  | 송가인이 팬들께 눈물로 전하는 진심             | 7.803%          |
| 10   | 9월 19일  | 뽕밭 5호 하늘과 바다의 도시 인천!              | 6.295%          |
| 11   | 9월 26일  | 호반의 도시 춘천에서 부르는 감성 라이브        | 6.725%          |
| 12   | 10월 3일  | 햇살만큼 찬란한 행복 드리러 갈라요             | 6.659%          |
| 13   | 10월 10일 | 뽕남매의 마지막 여정                           | 6.488%          |

## 참고 사항
- 총 3천여 건의 사연이 신청, 접수되었다.
- 중장년층에서 높은 시청률을 기록하였다.
- 노래 가사 자막에는 바탕체의 큰 글씨를 사용하였다.
- 칠순잔치 기획에는 관객 300여 명이 접수하였다.
- 한국갤럽조사연구소에서 조사한 2019년 8월 한국인이 좋아하는 TV 프로그램 16위에 선정되었다.
- 한국갤럽조사연구소에서 조사한 2019년 9월 한국인이 좋아하는 TV 프로그램 9위에 선정되었다.
- 2019년 10월 30일부터 11월 중순까지 《뽕 따러 가세 - 팔도메들리》가 방송되었다.

## 전문

### 건강 문제에 관한 공식 입장
먼저 '뽕 따러 가세'는 '미스트롯'을 사랑해주신 시청자분들을 위해 한시적으로 기획한 단발성 프로젝트였습니다.

예상보다 훨씬 뜨거웠던 시청자 여러분의 성원에 따라 송가인 본인과 제작진 역시 프로그램을 계속 하고싶다는 의지가 강했으나, 송가인이 밝고 건강한 모습으로 오랫동안 팬들 앞에 서기 위해서는 건강 관리 및 휴식 기간이 반드시 필요하다는 판단에 따라 10월 중으로 시즌을 마무리하는 것을 최종 결정하였습니다. 시즌2 제작 여부와 방송 시기 등은 아직 정해지지 않은 상황입니다. TV조선은 내일은 미스트롯 출연자는 일부만 남겨놓고 모두 삭제하겠습니다. 감사합니다.— 제작진 일등, 2019년 9월 24일

## 같이 보기
- 복덩이들고 - 2022년
- 내일은 미스트롯
- TV조선